# District de Blain
Le district de Blain est une ancienne circonscription territoriale du département français de la Loire-Inférieure (aujourd'hui Loire-Atlantique). Il a existé de 1790 à 1795, date à laquelle les districts ont été supprimés (constitution de l'an III).
Il regroupait les cantons de Blain, Guéméné Pimfao, Nozay et Saint Nicolas.
En 1800, lorsque sont créés les arrondissements sous le Consulat, Blain et son canton sont placés dans l'arrondissement de Savenay (1800-1868).